# Монт-Ориоль
«Монт-Орио́ль» (фр. Mont-Oriol) — третий роман французского писателя Ги де Мопассана, опубликованный в 1887 году. В основе произведения лежит история любви между Христианой Андермат и Полем Бретиньи. Произведение печаталось фельетонами в газете «Жиль Блас» (Gil Blas) с 23 декабря 1886 года по 6 февраля 1887 года, затем вышло отдельной книгой. Писатель работал над романом в 1885 году на курорте Шатель-Гийон. В письме к матери в августе 1885 года он писал: «Я только тем и занят, что исподволь работаю над романом… Это будет довольно краткая и очень простая история, развертывающаяся на фоне этого спокойного и величественного пейзажа; сходства с „Милым другом“ не будет никакого». Роман был закончен в декабре 1886 года в Антибе.
Как отмечал французский исследователь творчества Мопассана Андре Виаль, писатель точно описал курортную жизнь в Шатель-Гюйоне и реально происходившую борьбу двух лечебных предприятий. По мнению Виаля, прототипом старого крестьянина Ориоля был житель Шатель-Гюйона, крестьянин Пре-Лижье.

## Сюжет
Христиана, 21-летняя девушка — дочь маркиза де Равенеля, замужем за богатым еврейским банкиром Вильямом Андерматом. Андермат женился на ней, чтобы проникнуть в высшие круги общества. С помощью денег ему удалось преодолеть предубеждения семьи Равенелей против брака Христианы с евреем. Однако около трёх лет у супругов нет детей, и Андермат привозит жену на курорт в надежде, что врачи и минеральные воды помогут зачатию ребёнка.
Внимание Андермата привлекает минеральный источник, открывшийся после взрыва утёса, который мешал возделывать почву виноградника крестьянина Ориоля. У Андермата появляется идея строительства нового крупного курорта, и он предлагает Ориолю продать ему большой участок земли. Отец и сын Ориоли решаются на хитрость, чтобы увеличить цену. Они подкупают старого бродягу, считающегося паралитиком (но в действительности здорового), чтобы тот принимал ванны в источнике и затем объявил об улучшении здоровья. Андермат укрепляется в своей уверенности и начинает оказывать знаки внимания дочерям Ориоля, чтобы вызвать его расположение.
Христиана знакомится с другом своего брата Гонтрана по имени Поль Бретиньи и в отсутствие мужа, проводящего время в деловых поездках между курортом и Парижем, начинает сближаться с ним. Взаимная симпатия Христианы и Поля перерастает в более сильное чувство, и они становятся любовниками. Христиана беременеет, однако ничего не подозревающий муж приписывает это действию курорта.
Ориоль, войдя в состав созданного акционерного общества и передав как вклад часть земли, лучшие участки оставил в приданое дочерям. Андермат советует Гонтрану начать ухаживание за Шарлоттой, одной из дочерей Ориоля, чтобы жениться на ней и получить в качестве приданого нужный ему участок земли для курорта. Сам Гонтран, не имеющий своего дохода и живущий на деньги Андермата, вынужден согласиться. Луиза, сестра Шарлотты, начинает ревновать к ней. Однако Андермат узнаёт, что Ориоль намерен дать в приданое за Шарлоттой ненужные банкиру участки. Поэтому банкир рекомендует Гонтрану переключить внимание на Луизу, которой Ориоль предназначил свои лучшие земли. Недовольный Гонтран, которому больше нравится Шарлотта, вновь подчиняется. Между сёстрами начинается молчаливая вражда, Шарлотта старается не подавать вида, что она очень страдает.
Спустя около года курорт открывается и пользуется большим успехом. В отношениях Христианы и Поля начинается разлад после того, как тот узнал, что она беременна. Сочувствуя горю Шарлотты, Поль пытается успокоить её и постепенно чувствует влечение к ней. Во время случайного поцелуя их застаёт Ориоль, начиная скандал и обвиняя Поля в совращении девушки. Поль заявляет о своей готовности жениться. Андермат доволен этим: другие участки земли также перейдут под его контроль, так как Поль является акционером нового курорта.
Христиана очень тяжело воспринимает измену Поля, после новости о его женитьбе она теряет сознание, у неё начинаются родовые схватки. После 15-часовых родов у неё появляется дочь — ребёнок Поля; Андермат очень рад рождению долгожданного ребёнка, считая его своим. На публике он трактует этот факт (наряду с «излечением» паралитика) как подтверждение целебных свойств курорта. Во время визита Поля к Христиане она, холодно приняв его, даёт понять, что с их отношениями покончено.